# Lloyd Wright

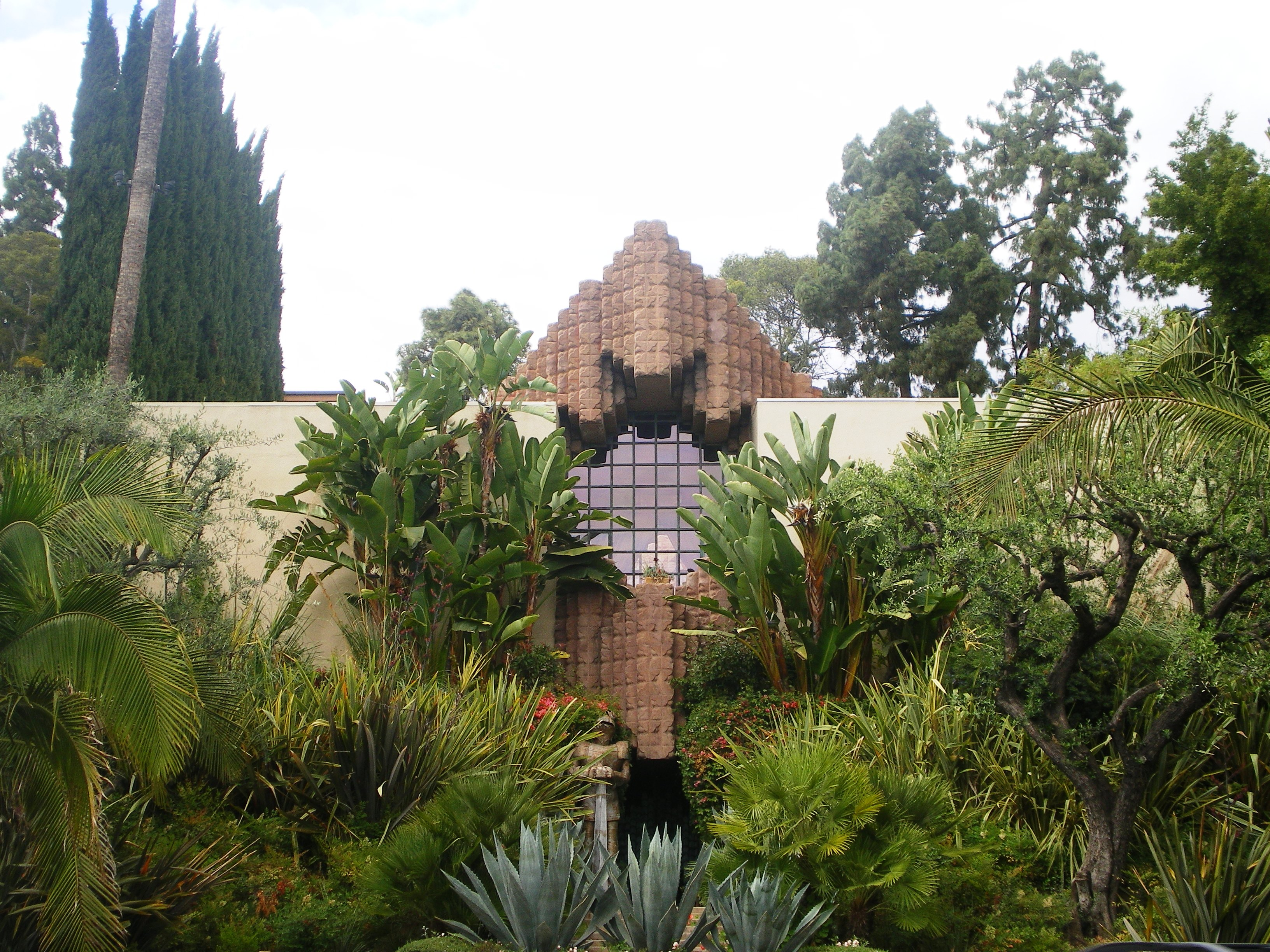
John Sowden House, Los Angeles, 1926

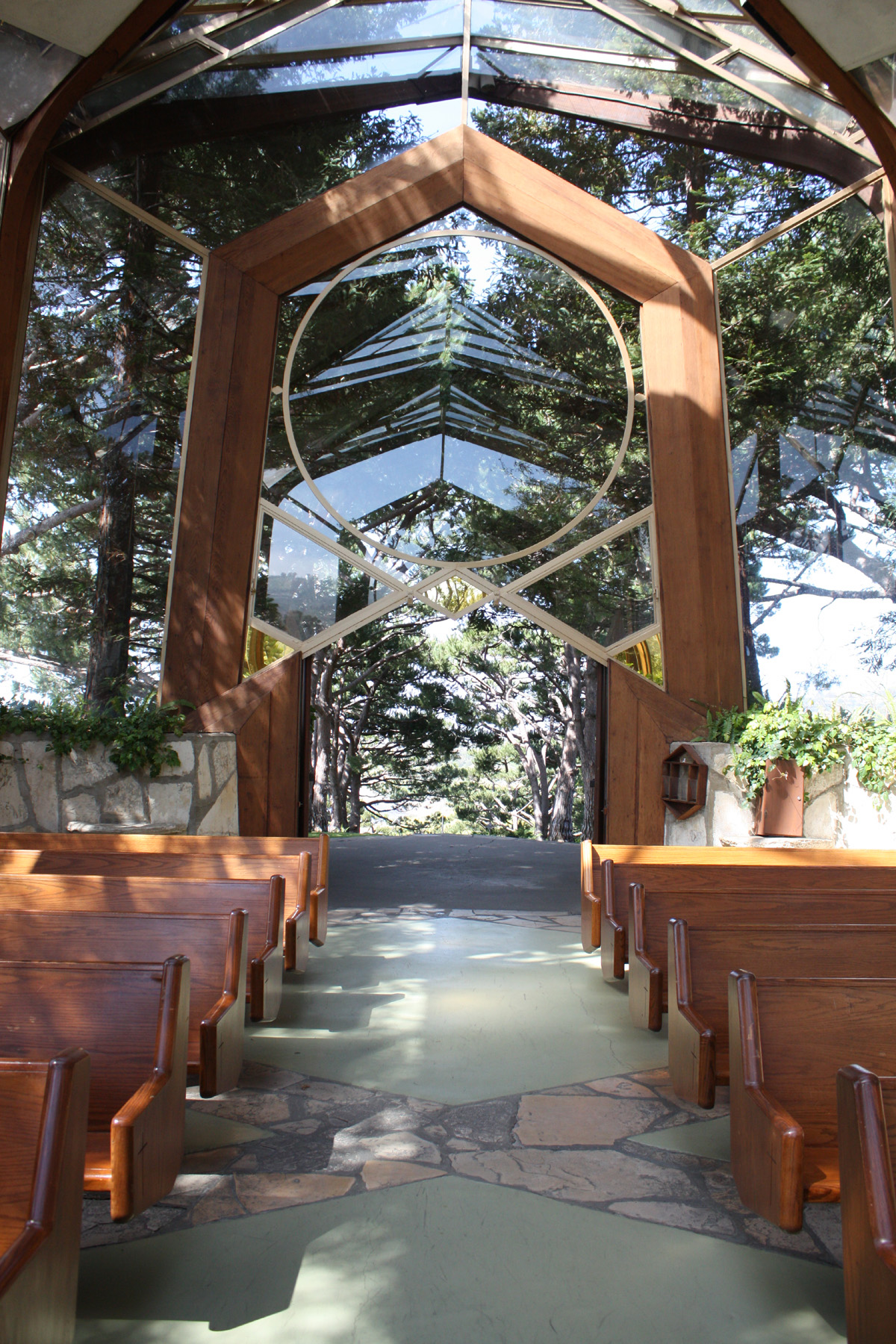
Wayfarers Chapel, Rancho Palos Verdes, 1951

Frank Lloyd Wright, Jr. (* 30. März 1890 in Oak Park, Illinois; † 31. Mai 1978 in Santa Monica, Kalifornien), besser bekannt als Lloyd Wright, war ein Architekt und Landschaftsarchitekt. Lloyd Wright ist der Sohn des Architekten Frank Lloyd Wright. Die meisten seiner Bauten befinden sich in Südkalifornien.

## Bauten (Auswahl)
- 1926: John Sowden House, Los Feliz, Los Angeles
- 1951: Wayfarers Chapel, Rancho Palos Verdes